# Çalış
Çalış is een dorp in het Turkse district Haymana in de provincie Ankara.
Krachtens wet nr. 6360 werden alle Turkse provincies met een bevolkingsaantal van minimaal 750.000 personen uitgeroepen tot grootstedelijke gemeenten (Turks: büyükşehir belediyeleri), waardoor de dorpen in deze provincies de status van mahalle hebben gekregen (Turks voor stadswijk). Ook Çalış heeft sinds 2012 de status van mahalle.

## Bevolking
Op 31 december 2019 telde het dorp officieel 530 inwoners, waarvan 289 mannen en 241 vrouwen. Sinds de volkstelling van 1990 kampt het dorp met een intensieve bevolkingskrimp (zie: onderstaand tabel).
| 1940 | 718   |
| 1945 | 731   |
| 1950 | 858   |
| 1955 | 1.020 |
| 1960 | 1.199 |
| 1970 | 1.561 |
| 1975 | 1.994 |
| 1980 | 1.582 |
| 1985 | 1.581 |
| 1990 | 2.020 |
| 1997 | 1.142 |
| 2013 | 977   |
| 2019 | 530   |

Centrale districtsplaats (İlçe Merkezi): Haymana
Dorpen (Köyler):
Ahırlıkuyu · Aktepe · Alahacılı · Altıpınar · Ataköy · Bahçecik · Balçıkhisar ·  Boğazkaya · Bostanhüyük · Bumsuz · Büyükkonak · Büyükyağcı · Cihanşah · Cingirli · Culuk · Çalış · Çatak · Çayraz · Çeltikli ·  Demirözü · Dereköy · Deveci · Devecipınarı · Durupınar  · Durutlar  · Emirler · Esen · Eskikışla · Evci · Evliyafakı · Gedik · Gültepe · Güzelcekale · İncirli · Karahoca  · Karaömerli  · Karapınar  · Karasüleymanlı  · Katrancı · Kavakköy · Kerpiçköy · Kesikkavak · Kızılkoyunlu · Kirazoğlu · Kutluhan · Küçükkonak · Küçükyağcı · Saatli · Sarıdeğirmen · Sarıgöl · Sazağası · Serinyayla · Sırçasaray · Sinanlı · Sındıran · Soğulca · Söğüttepe · Şerefligökgöz · Tabaklı · Tepeköy · Toyçayırı · Türkhüyük · Türkşerefli · Yamak · Yaprakbayırı · Yaylabeyi · Yeniköy · Yergömü · Yeşilköy  · Yeşilyurt · Yukarısebil · Yurtbeyli